# 春の歌 (シベリウス)
『春の歌』（はるのうた、スウェーデン語: Vårsång）作品16は、ジャン・シベリウスが1894年に作曲した交響詩。

## 概要
本作は元来、ニ長調の『管弦楽のための即興曲』として作曲されたものだった。シベリウスは1895年にこれをヘ長調へ移調してタイトルを付けなおし、「春の悲しみ」という副題を付すもののこの版は未出版のままとなる。その後、1902年の出版前の改訂で最終版としている。
楽曲はシベリウス作品には珍しい楽観性を有している。曲の終わりにベル（グロッケン）が目立った使われ方をすることが知られている。

## 楽器編成
フルート2（ピッコロ持ち替え２）、オーボエ2、クラリネット2（B♭）、ファゴット2、ホルン4（F）、トランペット3（F）、トロンボーン3、テューバ、ティンパニ、グロッケン（D♭ E♭ G♭)、弦五部。

## 楽曲構成
Tempo moderato e sostenuto 3/4拍子 ヘ長調
弦楽器のピッツィカートに開始し、クラリネットが主題を奏でる（譜例）。
譜例
大きく盛り上がる中間部分を超えて主題が弦楽器で再現され、最後にベルの音が響くと肯定的な気分のうちに幕を下ろす。